# NGC 1362
NGC 1362 (również PGC 13196) – galaktyka soczewkowata (S0), znajdująca się w gwiazdozbiorze Erydanu. Została odkryta 19 grudnia 1799 roku przez Williama Herschela. Galaktyka ta należy do gromady w Erydanie.